# Машенька и медведь (мультфильм)
Не путать с Маша и медведь
«Машенька и медведь» — кукольный мультфильм Романа Качанова по пьесе Георгия Ландау, выпущенный студией «Союзмультфильм» в 1960 году. Сюжет основан на одноимённой русской народной сказке.

## Сюжет
Девочка Машенька отправилась с подругами в лес за грибами, отстала от них и заблудилась. Бродя по лесу, она находит избушку, в которой живёт старый медведь. Медведь оставляет девочку у себя, чтобы она была у него хозяюшкой: «Пирожки там испечь, кой-где подштопать». Машенька просит отвести её домой, к дедушке и бабушке, но медведь её категорически не пускает: «Ещё чего! Был бы твой дедушка как я, одинокий, а то ещё с бабушкой. Ему и так весело». Тогда она решает уйти от медведя хитростью и у неё это получается.
В конце мультфильма Машенька и медведь остаются друзьями, Машенька обещает учить медведя грамоте, а медведь — по праздникам заходить в гости.

## Съёмочная группа
- Режиссёр — Роман Качанов
- Художник — Николай Серебряков
- Оператор — Николай Гринберг
- Композитор — Николай Будашкин
- Звукооператор — Георгий Мартынюк
- Редактор — Борис Воронов
- Ассистент режиссёра — Вячеслав Шилобреев
- Ассистент по монтажу — Вера Гокке
- Кукловоды-мультипликаторы: Вячеслав Шилобреев, Олег Сафронов, Яна Вольская
- Роли озвучивали:
  - Маргарита Корабельникова — Машенька,
  - Анатолий Папанов — Медведь,
  - Владимир Ратомский — Дедушка,
  - Александра Панова — Бабушка
- Куклы и декорации изготовили: Олег Масаинов, Павел Гусев, Вера Черкинская, Геннадий Лютинский, Владимир Алисов, Вера Калашникова, А. Филасов, Галина Геттенгер, Павел Лесин, О. Плюцинская
- под руководством — Романа Гурова
- Директор картины — Натан Битман

## Новации
Роман Качанов рассказывал о работе над фильмом:

В фильме «Машенька и медведь» я провёл важный для себя эксперимент. Куклы были задуманы и выполнены без ртов, и вся нагрузка синхронности пала на жестикуляцию. Она получилась в фильме достаточно выразительной. Тут пригодился мой опыт работы с «эклером»… Любопытно, что никто на просмотре не заметил отсутствия ртов у персонажей. Таким образом я понял, что главное в реплике, в диалоге — это жест.
— Роман Качанов в сборнике Сергея Асенина «Мудрость вымысла»
Отмечая новаторские приёмы в советской мультипликации на рубеже 1950-х и 1960-х годов, кинокритик Георгий Бородин назвал эту работу Качанова ярким явлением в числе прочих творческих поисков и экспериментов, которые к 1963 году изменили «лицо» студии «Союзмультфильм».